# Pasterka (Basse-Silésie)
Pour l’article homonyme, voir Pasterka.
Pasterka est une localité polonaise de la gmina de Radków, située dans le powiat de Kłodzko en voïvodie de Basse-Silésie.

## Histoire
Après la réorganisation de la Prusse, Passendorf fait partie à partir de 1815 de la province de Silésie, qui est divisée en arrondissements. De 1816 à 1853, la ville est rattachée à l'arrondissement de Glatz et de 1854 à 1932 à l'arrondissement de Neurode.